# Distretto di Songino
Il distretto di Songino è uno dei ventiquattro distretti (sum) in cui è suddivisa la provincia del Zavhan, in Mongolia. Conta una popolazione di 1.921 abitanti (censimento 2005). 